# Dietmar Hopp Stadion
Le Dietmar Hopp Stadion est un stade de football situé à Sinsheim-Hoffenheim en Allemagne.
Cette enceinte de 6 350 places est principalement utilisée par le TSG 1899 Hoffenheim.

## Histoire
Ce club est passé de la cinquième division allemande à la Bundesliga en huit ans, accédant à la Première division allemande à la fin de la saison 2007/2008. Le stade devenant trop petit, le club évolua provisoirement dans le stade de Mannheim, distant d'une cinquantaine de kilomètres. Un nouveau stade de 30 000 places, le Rhein-Neckar-Arena, s'est ouvert à Sinsheim en janvier 2009. Le TSG 1899 Hoffenheim utilise toujours son ancien stade pour les matchs de l'équipe féminine, des équipes de jeunes et des équipes réserves.
Le stade porte le nom du milliardaire allemand Dietmar Hopp, propriétaire et soutien financier du club dans lequel il joua quand il était enfant.